# Camilla Møllebro Pedersen
Camilla Møllebro Pedersen (* 21. Mai 1984 in Lemvig) ist eine ehemalige dänische Radrennfahrerin.

## Sportliche Laufbahn
Camilla Møllebro Pedersen kam erst im Alter von 30 Jahren zum Leistungsradsport. 2014 belegte sie bei der dänischen Zeitfahrenmeisterschaft Rang drei, im Jahr darauf wurde sie Vize-Meisterin. 2015 wurde sie Achte der BeNe Ladies Tour. 
Ab 2016 fuhr sie für das Team BMS BIRN, im selben Jahr wurde sie Elfte der Lotto Belgium Tour und Zwölfte der Ladies Tour of Norway. 2017 wurde sie dänische Meisterin im Straßenrennen. Zur Saison 2018 wechselte sie zum Team Hitec Products.
Ende Februar 2018 stürzte sie beim Le Samyn des Dames und litt danach unter Schmerzen. Zwar startete sie in der Woche darauf beim Strade Bianche, konnte das Rennen aber nicht beenden. Anschließend stellte sich heraus, dass sie einen Beckenbruch erlitten hatte. 
Im Juni des Jahres beendete sie ihre Radsportlaufbahn.

## Erfolge
2017
- Dänischer Meister – Straßenrennen

## Teams
- 2016 BMS BIRN
- 2017 Virtu Cycling Women
- 2018 Hitec Products (bis 19. Juni)